# Cyclopentasilan
Cyclopentasilan ist eine chemische Verbindung aus der Gruppe der Silane.

## Gewinnung und Darstellung
Cyclopentasilan wird in einer zweistufigen Synthese aus Decaphenylcyclopentasilan hergestellt. Das benötigte Decaphenylcyclopentasilan wird durch Wurtz-Kupplung aus Dichlodiphenylsilan und Lithium hergestellt.

## Eigenschaften
Cyclopentasilan ist eine farblose Flüssigkeit, die sich an der Luft spontan entzündet. Synthese und Handhabung dieser Verbindung muss daher unter einem inerten Schutzgas wie Argon oder Stickstoff in einer Glovebox oder mittels Schlenktechnik erfolgen. Die Verbindung kristallisiert bei −100 °C in der monoklinen Raumgruppe P21/m (Raumgruppen-Nr. 14). Die Kristalle sind nicht isomorph zu Cyclopentan. Die Silicium-Silicium-Bindungslängen liegen zwischen 2.3353 and 2.3377 Å und sind damit kürzer als in substituierten Cyclopentasilanderivaten oder in linearen Silanen.
Cyclopentasilan zersetzt sich oberhalb von 84 °C. Es verliert dabei Wasserstoff und polymerisiert. Diese Eigenschaft wird bei der Herstellung von Siliciumtinten ausgenutzt (siehe Verwendung).
Eine Einstufung dieser Verbindung als Gefahrstoff nach dem GHS existiert noch nicht. Ein Sicherheitsdatenblatt ist nur für ein Homopolymer aus Cyclopentasilan verfügbar.

## Verwendung
Cyclopentasilan war der erste Präkursor der zur Abscheidung von Siliciumschichten aus flüssigen Siliciumtinten verwendet wurde. Seitdem werden die Möglichkeiten zur Herstellung von Halbleiterbauelementen und Solarzellen durch Flüssigprozessierung von Cyclopentasilan und anderen Silanen intensiv untersucht.